# Black Isle

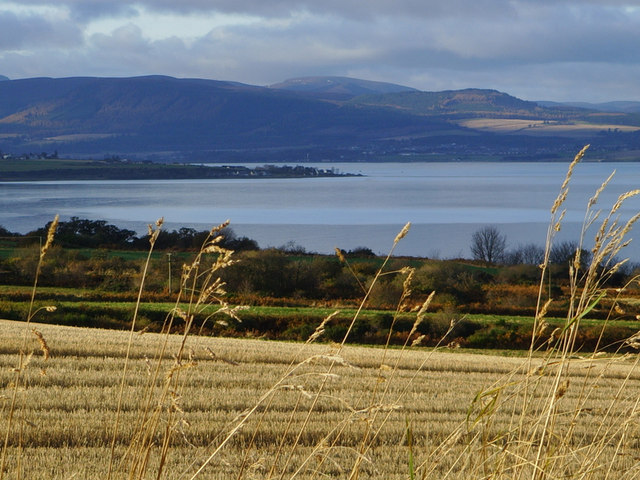
Uitzicht over de baai

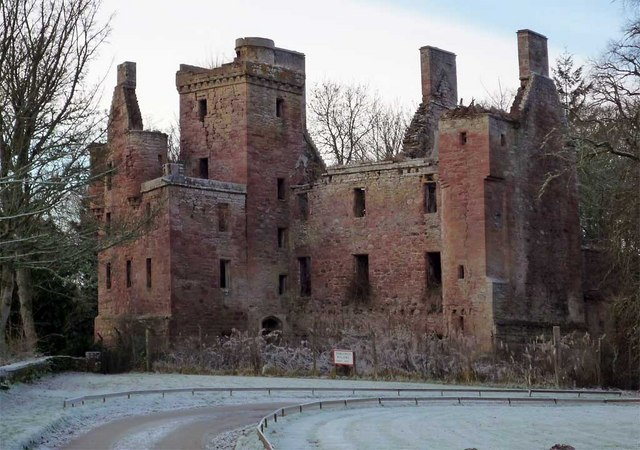
Redcastle

Black Isle is een schiereiland aan de oostkust van het Schotse graafschap Ross and Cromarty. Op Black Isle liggen de stad Cromarty en de dorpen Conon Bridge, Muir of Ord, Munlochy, Avoch, Rosemarkie, Fortrose, Tore, North Kessock en Culbokie. Dingwall was vroeger de Schotse hoofdstad voor de Vikingen.

## Geschiedenis
Voorheen was het schiereiland enkel vanuit Inverness met een veerboot te bereiken. In 1976 werd begonnen met de bouw van een brug, die ruim 1 km lang moest worden, en waar passagiersschepen onderdoor konden varen. In 1982 was de brug klaar. 
De geschiedenis van Rosemarkie gaat terug rond het jaar 500. Er was een nonnenklooster en later zetelde hier de bisschop van Ross.

## Kastelen en forten
- Redcastle, de ruïne van een kasteel. Hier stond in de 12de eeuw reeds een van de oudste huizen van Schotland. Van 1492 tot en met 1790 was het land van de clan Mackenzie. Zij lieten er in 1641 een nieuw kasteel bouwen, waarvan nu slechts een ruïne over is. Tijdens de Tweede Wereldoorlog werd het kasteel door het leger gebruikt. Nadien is het niet meer bewoond geweest.
- Kilcoy was ook een kasteel van de familie Mackenzie. Het werd in 1611 gebouwd en bleef in de Mackenzie-familie tot 1883, toen Sir Evan Mackenzie overleed en zijn oudste dochter het kasteel erfde. In 1891 werd het kasteel, dat toen erg vervallen was, gerestaureerd.
- Castle Stuart met in de buurt de Chanonry-vuurtoren. Men vanaf hier uitzicht over onder andere de baai, de brug en Fort George.
- Fort George, gebouwd in het midden van de 17de eeuw. Vroeger verdedigde het fort de stad, tegenwoordig is het de kazerne van de Black Watch.